# Alfred Jodl
Alfred Josef Ferdinand Jodl, do 1899 Alfred Josef Baumgärtler (Würzburg, 10. svibnja 1890. – Nürnberg, 16. listopada 1946.) je bio vođa njemačkih operacijskih snaga. Tijekom Drugog svjetskog rata bio je Šef operacijskog odjela oružanih snaga (njem. Oberkommando der Wehrmacht, OKW), te podređeni Wilhelmu Keitelu. Jodl je bio jedan od genijalaca ratne taktike i filozofije. Zajedno s generalom Keitelom je izmislio tzv. Taktiku Jodl-Keitel, o kojoj i u današnje vrijeme predaju u vojarnama.
Rođen je u Würzburgu, Njemačka. Obrazovao se u školi za kadete u Münchenu, a diplomirao je 1910. Odmah potom se pridružio bavarskoj vojsci kao topnički časnik. Tijekom Prvog svjetskog rata služio je kao topnički časnik na Zapadnoj fronti od 1914. do 1916., gdje je dvaput bio ranjen. Potom su ga preselili na Istočnu frontu, ali samo jednu godinu (1917.). Poslije rata Jodl je ostao u oružanim snagama i pridružio se Versajskim mirovnim ugovorima ograničenoj vojsci.
U vezu s Adolfom Hitlerom je došao vrlo rano (1923.). Promaknut je 1935. u Šefa Odjela nacionalne obrane (njem. Abteilung Landesverteidigung im Oberkommando der Wehrmacht (OKW). Od listopada 1938. do kolovoza 1939. (tijekom Anschlussa) dodijeljena mu je 44. divizija, a on je imao ulogu zapovjednika topništva (njem. Artilleriekommandeur). Od jeseni 1939. pa do kraja rata djelovao je kao šef operacijskog odjela (njem. Chef des Wehrmachtsführungsstabes). Jodl je bio glavna ličnost u njemačkim vojnim operacijama od tada pa nadalje zbog korisnih i stručnih savjeta davanih Hitleru. Još jednom je ozlijeđen tijekom rata.
Na kraju Drugog svjetskog rata, Generaloberst Jodl je potpisao bezuvjetnu predaju, točnije 7. svibnja 1945. u Reimsu. Poslije potpisivanja predaje je uhićen u Flensburgu, i prebačen u Camp Ashcan u Luksemburgu. Kasnije je proslijeđen nurnberškom sudu.
Osuđen je za:
- izvršavanje djela protiv mira i izazivanje rata
- planiranje i pokretanje agresije
- ratna zlodjela.

Glavni sudac, Francuz Henri Donnedieu de Vabres je žestoko prosvjedovao protiv Jodlove osude, navodeći kako ne bi bilo pošteno prema profesionalnom vojniku da ga se osudi zbog sklonosti nacizmu.
Osuđen je po svim točkama optužnice, te osuđen na smrt vješanjem, iako je predao molbu sudu da ga smakne streljački vod. Posljednje riječi su mu bile: Pozdravljam te, moja Njemačko! Posmrtni ostatci su kremirani i bačeni u rijeku Wenzbach. Postumno ga je njemački sud oslobodio krivnje navodeći već spomenutog francuskog suca koji se sam zalagao za njegovo oslobađanje. Taj se događaj zbio 28. veljače 1953.